# Ерік Матохо
Ерік Матохо (англ. Eric Mathoho, нар. 1 березня 1990, Тхохояндоу) — південноафриканський футболіст, захисник клубу «Кайзер Чіфс» та національної збірної ПАР.

## Клубна кар'єра
Починав грати у футбол в дитячій команді з Тшиомбо, неподалік від його рідного міста Тхохояндоу.
У липні 2009 року, разом з двома товаришами по команді, Айзеком Мавелою і Майклом Фетані, перейшов в «Блумфонтейн Селтік» на запрошення тодішнього тренера клубу Оуена Да Гами. Дебютував у чемпіонаті ПАР 3 лютого 2010 року в грі проти «Мамелоді Сандаунз» і в цій грі був визнаний кращим гравцем. Свій перший гол забив 27 лютого 2011 року в матчі проти «Суперспорт Юнайтед». Був визнаний кращим гравцем чемпіонату ПАР в березні-квітні 2011 року і номінувався на титул кращого молодого гравця сезону. Влітку 2011 року інтерес до гравця проявляли «Твенте» і «Маккабі» з Хайфи, але перехід не відбувся.
У червні 2012 року захисник перейшов в «Кайзер Чіфс», дебютний матч у новій команді зіграв 5 серпня 2012 року проти «Мамелоді Сандаунз». У сезоні 2012/13 з командою став чемпіоном і володарем Кубка ПАР. У 2014 році став переможцем Кубка Восьми, в турнірі його команда не пропустила жодного голу, а також допоміг команді здійснити 19-матчеву безпрограшну серію. Наразі встиг відіграти за команду з Йоганнесбурга 99 матчів у національному чемпіонаті.

## Виступи за збірні
У березні 2011 року дебютував у збірній ПАР до 23 років в грі проти збірної Лівії.
Перший матч за національну збірну зіграв 14 травня 2011 року проти збірної Танзанії. Перший гол за збірну забив 13 жовтня 2015 року у ворота збірної Гондурасу. У 2015 році брав участь у фінальному турнірі Кубка африканських націй в Екваторіальній Гвінеї, на турнірі зіграв два матчі.
Наразі провів у формі головної команди країни 27 матчів, забивши 1 гол.
2016 року захищав кольори олімпійської збірної ПАР на Олімпійських іграх 2016 року в Ріо-де-Жанейро.

## Досягнення
- Чемпіон ПАР: (2): 2012/13, 2014/15
- Володар Кубка ПАР (1): 2012/13